# 福永修子
福永 修子（ふくなが なおこ、Naoko FUKUNAGA）は、日本のオペラ歌手である。平成17年度 兵庫県芸術奨励賞の受賞者。コロラテューラ・ソプラノを駆使する実力派である。関西在住。日本演奏連盟、関西二期会、神戸市音楽家協会、各会員。